# Cieśnina Le Maire’a
Cieśnina Le Maire’a (hiszp. Estrecho de Le Maire) – cieśnina na południowym krańcu Ameryki Południowej, oddzielająca argentyńską Wyspę Stanów od argentyńskiej części Wielkiej Wyspy Ziemi Ognistej. Odkryli ją w 1616 roku Jacob Le Maire i Willem Schouten.